# Addams Family Reunion
Addams Family Reunion (La familia Addams 3: la reunión en España y La reunión de los locos Addams en Hispanoamérica), es una película estadounidense de 1998 de la familia Addams, dirigida por Dave Payne.

## Sinopsis
Gómez Addams (Homero Addams en la versión latina) (Tim Curry) tras recibir del correo un libro de la historia de todos los Addams del mundo, recibe un folleto para pasar en un hotel de lujo una reunión familiar, y deciden ir luego de la visita de los Abuelos de Gómez. El Tío Fester (Tío Lucas en la versión latina) (Patrick Thomas) se dan cuenta de que están perdiendo su lado Addams a causa del alzheimer llegan a la reunión de los "Adams" (que no tienen nada en común, puesto que son personas normales). 
Gómez conoce a un "pariente" doctor "psiquiatra" llamado Philip Adams (Ed Begley Jr) que trata de sacarle el "remedio" contra el alzheimer sin logro pero aparte Gómez le gana en deportes y lo deja humillado por lo que el intentara matarlo, Pugsley (Jerry Messing) se enamora de Gina Adams, Fester y Dedos (Christopher Hart) intentan capturar a un perro mutante llamado Butcher, que come pelo humano, y una pareja de apellido Adams (Geoff y Melinda), quedan hospedados por error en la mansión donde la abuela (Alice Ghostley) les dará un gran susto.
Posteriormente, Walther Adams, al darse cuenta de la superficialidad recalcitrante de su familia, entra en conflicto con ella prefiriendo a los "verdaderos Addams" que a sus supuestos parientes, entre ellos el doctor que amenazó a Gómez. Finalmente, las cosas terminan en una revuelta, que la policía controla, dejando como resultado el arresto de Gómez y Morticia. Finalmente, Wednesday y Pugsley van a dar con la familia del Doctor que detestaba a Gómez, donde ambos chicos causan ciertas situaciones y arbitrariedades, bastante adversas, causando que los niños de la familia del mismo galeno se asustan más, para disfrute de Wednesday y Pugsley. 
Mientras tanto el abuelo finalmente consigue pagar la fianza para liberar a Gómez y Morticia por lo que, sin perder tiempo, van por todos los miembros. Gómez y Morticia van en su auto, mientras el abuelo va en su moto equipada con sidecar. El primero a rescatar es Largo, quien quedó enterrado vivo. Afortunadamente, es rescatado con vida, recibiendo la envidia de la pareja por ser un sueño hecho realidad. Después, van por Fester, quien había sido llevado al manicomio para ser tratado con terapia de electroshock por el doctor antes mencionado. 
Al final, Fester no quiere irse, pero al convencerlo deja a sus nuevos amigos desequilibrados a cargo para aplicarle al doctor la misma terapia. Después, van por Wednesday y Pugsley quienes efectivamente se van felices después de "atemorizar" a dicha familia y así logran salir indemnes de todo, cuando llegan al hogar familiar. En eso, el abuelo se despide y los invita a pasar a verlo a Hollywood en caso de que vayan de visita. Al final, todo sale de maravilla para los Addams y celebran con un baile familiar.
Finalmente, Geoff y Melinda, los que fueron huéspedes de la casa Addams, huyen despavoridos, por obvias razones. Para conseguir su escape, logran quitarle a un cartero su vehículo de reparto.

## Elenco
- Daryl Hannah como Morticia Addams: esposa de Gomez.
- Tim Curry como Gomez Addams: patriarca de la familia Addams.
- Nicole Fugere como Wednesday Addams: hija menor de Gomez y Morticia.
- Jerry Messing como Pugsley Addams: hijo mayor de Gomez y Morticia.
- Patrick Thomas como Tío Fester Addams: hermano mayor de Gomez.
- Carel Struycken como Largo: mayordomo de la familia Addams.
- Christopher Hart como Cosa: mano viviente y sirviente de los Addams.
- Ed Begley Jr como Phillip Adams: antagonista principal.
- Ray Walston como Walter Adams: padre de Phillip.
- Kevin McCarthy como Abuelo Addams.
- Estelle Harris como Abuela Addams.
- Alice Ghostley como Abuela: madre de Morticia.
- Hilary Shepard como Katherine Adams: hermana menor de Phillip.
- Diane Delano como Dolores Adams: esposa de Phillip.
- Logan Robbins como Stevie Adams: hijo de Phillip y Dolores.
- Lindsey Haun como Jenny Adams: hija de Phillip y Dolores.
- Rodger Halston como Geoff Adams: hermano menor de Phillip.
- Heidi Lenhart como Melinda Adams: esposa de Geoff.

- Datos: Q352828